# Фаткуллин, Тимур Анварович

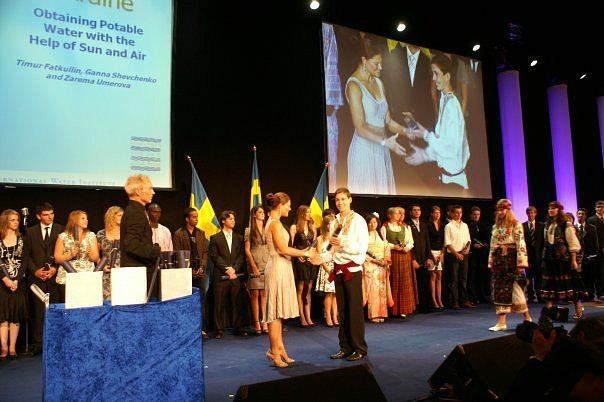
Тимур Фаткуллин на вручении Stockholm junior water prize

Фаткуллин Тимур Анварович (род. 20 октября 1993, Черноморское, Республика Крым) — авиатор, спортсмен-пилотажник, мастер спорта международного класса по самолётному спорту, основатель команды Aerotim. Чемпион мира по высшему пилотажу в составе команды WIAC2019, золотой медалист. Призёр GoPro Million Dollar Challenge.

## Биография
Тимур Фаткуллин родился 20 октября 1993 в пгт Черноморское, Крым, Украина в семье преподавателей-философов. С 6 лет занимался в секции по скалолазанию. В старших классах собрал музыкальную рок-группу из одноклассников, играл на электрогитаре. В 16 лет поступил в Севастопольский Национальный Технический Университет на факультет экономики и управления. Тренировался в сборной по скалолазанию.
В 2008 году стал финалистом Stockholm junior water prize с изобретением для опреснения воды, был награждён кронпринцессой Швеции Викторией.
В 2012 году посетил аэродром Юхарина балка, чтобы научиться летать. Фаткуллина отправили в парашютное звено, где он совершил первый прыжок с десантным парашютом.
В Украинской Школе Пилотов получил лицензию частного пилота на самолёте К-10 Свифт. После получения лицензии познакомился с тренером аэробатики Игорем Чорновым, обучившим Фаткуллина простому и сложному пилотажу на RV-7.
В 2018 году проходил обучение высшего пилотажа на Extra 330lx в городе Ахен, получил немецкую лицензию пилота в школе Extrabatics, чтобы летать соло на арендных самолётах в Европе. В августе того же года выступил на слёте им. Королева в Житомире.
На Чемпионате Украины 2019 года по высшему пилотажу в категории Advanced получил золото в произвольном комплексе, а также командное золото.
В июле 2019 года выступил с командой на чемпионате мира по высшему пилотажу в категории Intermediate где стал золотым медалистом, а команда (Игорь Чернов, Тимур Фаткуллин, Дмитрий Погребицкий) — абсолютными чемпионами мира 2019 года. В том же году снялся для Porsche в качестве модели, дал интервью L’officiel, Vogue, Aught.
В мае 2019 года создал с Виталием Юрасовым первое видео, где команда trouble tribe с воздуха снимает фристайл фигуры. Видео набрало более 350 тысяч просмотров.
В октябре 2020 года команда подняла шар, на куполе которого стоял Александр Марушко на высоте полтора километра, и пил кофе, в то время как Фаткуллин пролетал мимо, выполняя предельный вираж. Видео вошло в рил 2020 года и выиграло награду GoPro Million Dollar Challenge среди 56 тысяч видео со всего мира.
19 декабря 2020 команда выполнила высококоординированный трюк: Фаткуллин, управляя самолётом Extra в перевернутом положении прошел между вылетом и рампой приземления на высоте полметра, в то время как в воздухе над ним Сергей Гусак выполнил прыжок на мотоцикле и трюк «Cordova».
В 2021 году видео Назара Дороша и Тимура Фаткуллина попало в GoPro Awards.
Осенью 2021 года выполнил ряд посадок на неподготовленные площадки на самолёте JA-30 SuperStol, включая приземление на гору Жандарм-2 (1785м), что стало самой высокогорной посадкой в Украине.

## Семья
Женат на Валерии Гуземе. Отец троих детей.